# Сюрсовай
Сюрсовай — село в Шарканском районе Удмуртской республики.

## География
Находится в восточной части Удмуртии на расстоянии приблизительно 13 км на северо-запад по прямой от районного центра села Шаркан.

## История
Известно с 1873 года как деревня Сюрсовайская с 26 дворами. В 1894 году была построена деревянная Спасская церковь (заменена каменной в 1920 году и закрыта в 1939 году). В 1905 году (село Сюрсовай или Вотский Сюрсовай) 48 дворов, в 1920 — 67 (русских 36 и удмуртских 31, в 1924 — 62. До 2021 года административный центр Сюрсовайского сельского поселения.

## Население
Постоянное население составляло 237 жителей (1873 год), 217 (1893, русские 95 и удмурты 122), 357 (1905), 356 (1920), 280 (1924), 464 человека в 2002 году (удмурты 70 %, русские 30 %), 305 в 2012.